# Dornier Do 215
Il Dornier Do 215 era un bombardiere leggero bimotore ad ala alta prodotto tra il dicembre 1939 ed il gennaio 1941 dall'azienda tedesca Dornier Werke GmbH ed impiegato principalmente dalla Luftwaffe durante la seconda guerra mondiale anche nei ruoli di ricognitore e, successivamente caccia notturno.
Sviluppato dal precedente Do 17 come versione per il mercato estero, e soprannominato a sua volta Fliegender Bleistift (tradotto dalla lingua tedesca matita volante) dovuto alle dimensioni particolarmente ridotte della fusoliera, venne in realtà quasi interamente trattenuto in patria fornendo a sua volta da base per lo sviluppo del successivo Do 217.

## Storia

### Sviluppo
Dopo la presentazione internazionale del Dornier Do 17 in versione militare, la K, nel ruolo di bombardiere veloce, il modello fu al centro dell'interesse di alcuni governi stranieri che erano interessati a fornirlo alle proprie forze aeree. Nel luglio 1937, la Dornier realizzò un modello di preserie, il Do 17 Z-0, come dimostratore per i clienti del mercato estero e che acquisì la matricola civile D-AAIV. Benché la nuova versione risultasse sostanzialmente identica ai Do 17 Z di serie, il Reichsluftfahrtministerium (RLM) gli assegnò la designazione Do 215 in virtù del suo esclusivo indirizzo al mercato estero. Il primo prototipo realizzato, che assunse come da consuetudine il suffisso V1, venne dotato di una coppia di motori radiali Bramo 323 Fafnir, gli stessi adottati dalla serie Do 17 Z.
Il secondo prototipo (Do 215 V2) venne equipaggiato con motori di produzione francese, i radiali Gnome-Rhône 14NO a 14 cilindri doppia stella. Benché avesse completato con successo tutti i test preliminari non ricevette alcuna offerta a causa delle prestazioni solo di poco superiori rispetto al Do 17 Z dal quale derivava. La Dornier decise allora di approntare un ulteriore prototipo, il Do 215 V3, abbinando la cellula ad una coppia dei più potenti motore prodotti dalla Daimler-Benz caratterizzati dalla configurazione 12 cilindri a V invertita, i Daimler-Benz DB 601Ba in grado di erogare 1 175 PS (864 kW), soluzione poi ripresa con vari motori della serie DB anche nel Do 17. Il V3, che venne portato in volo per la prima volta nell'estate 1939, riuscì grazie alle nuove unità propulsive a garantire un netto miglioramento delle prestazioni di volo rispetto ai primi due prototipi realizzati per cui si decise di avviarne la costruzione in serie.
La prima versione di produzione in serie, che acquisì la designazione Do 215 A-1, uscì dagli stabilimenti nel 1939 frutto di un ordine emesso dal governo svedese per fornire la flotta della propria aeronautica militare, la Svenska Flygvapnet. A causa della situazione politica e del conseguente embargo che ne seguì, i 18 esemplari che costituivano la fornitura vennero requisiti dal governo nazista ed assegnati ai reparti della Luftwaffe, i quali li utilizzarono nelle prime fasi della seconda guerra mondiale.
Successivamente vennero introdotte alcune modifiche tali da considerarlo una nuova versione/variante che per diversificarlo dal precedente assunse la designazione Do 215 B, diventata poi la versione di produzione standard.
La produzione totale dei Do 215 in tutte le loro versioni varia, a seconda delle fonti, dai 92 ai 105 esemplari nel periodo che va dal 1939 al 1941.

### Impiego operativo

#### Germania
La Luftwaffe utilizzò inizialmente il Do 215 come bombardiere leggero e da ricognizione fotografica. A questo scopo venne equipaggiato con le macchine Rb 20/30 ed Rb 50/30 utilizzate nelle missioni di fotoricognizione a lungo raggio, principalmente dal comando (Oberbefehlshaber der Luftwaffe, o OBdL) dell'Oberkommando der Luftwaffe. Successivamente vennero dotati di sistema radar FuG 202 Lichtenstein B/C ed impiegati come caccia notturno.
L'ultimo Do 215 venne ritirato dal servizio alla fine del 1944.

## Versioni
Do 215 V1Dornier Do 17 Z-0 usato come primo prototipo del futuro Do 215 precipitato durante le prove di volo.
Do 215 V2Dornier Do 17 Z-0 (D-AIIB) equipaggiato con due radiali Gnome-Rhône 14NO ed usato come secondo prototipo del Do 215.
Do 215 V3terzo prototipo del Do 215, dotato di motori Daimler-Benz DB 601Ba 12 cilindri a V invertita.
Do 215 A-1designazione dei 18 esemplari ordinate dal governo svedese.
Do 215 B-03 esemplari A-1 equipaggiati con il sistema radar FuG 10 ed utilizzati dalla Luftwaffe nel ruolo di bombardiere/ricognitore.
Do 215 B-1Denominazione dei 15 A-1 rimasti impiegati dalla Luftwaffe.
Do 215 B-2Convertiti in aerei da ricognizione con tre apparecchiature fotografiche Rb 50/30 nella stiva bombe chiusa da portelli scorrevoli.
Do 215 B-3versione simile alla B-1 commissionata e venduta all'Unione Sovietica, prodotta in soli 2 esemplari.
Do 215 B-4Versione da ricognizione migliorata sviluppata a partire dalla versione B-2 ed equipaggiata con macchine fotografiche Rb 20/30 ed Rb 50/30.
Do 215 B-5Versione per la caccia notturna chiamata Kauz III. 20 aeroplani convertiti dalle versioni B-1 e B-4 con il muso del Do 17 Z-10 "Kauz II" equipaggiati con sensori ad infrarossi per il sistema di rilevamento ad infrarossi Spanner. I Do 215 B-5 erano armati con quattro mitragliatrici MG 17 da 7.92 mm raggruppate sopra ai sensori ad infrarossi e due MG FF da 20 mm nella parte inferiore del muso. Il sistema Spanner si dimostrò inefficace ed a partire dalla metà del 1942 su alcuni velivoli fu installato il radar Lichtenstein 202 B/C, diventando i prima caccia notturni ad impiegarlo. Questi caccia notturni vennero impiegati dal gennaio 1941 al maggio 1944 dal I.IV./NJG 1 e dal II./NJG 2.

## Utilizzatori
Germania
- Luftwaffe

 Ungheria
- Magyar Királyi Honvéd Légierő[3]

probabilmente acquisirono almeno 4 esemplari dei quali uno risulta in servizio operativo.
 Unione Sovietica
- Sovetskie Voenno-vozdušnye sily

acquisì solo 2 esemplari.

### Previsti
Svezia
- Svenska Flygvapnet

emise un ordine per 18 Do 215 A-1 ma la fornitura a causa dell'embargo da parte del governo tedesco venne consegnata alla Luftwaffe.
 Jugoslavia
- Jugoslovensko kraljevsko ratno vazduhoplovstvo i pomorska avijacija

emise un ordine per la fornitura di Do 215, ma a causa dello scoppio della seconda guerra mondiale questo non venne mai evaso.

## Esemplari attualmente esistenti
Nessun bombardiere bimotore Dornier risulta essere arrivato integro ai nostri giorni, tuttavia è stato recentemente ritrovato un esemplare semicompleto che potrebbe essere restaurato ed esposto in una struttura museale.
Nel settembre 2007 un Dornier Do 215 B quasi integro è stato ritrovato su un basso fondale marino al largo del Wattenmeer nei Paesi Bassi, l'unica parte mancante è la coda che si trova ad una ventina di metri di distanza. Questo aereo era pilotato dall'asso della caccia tedesco Helmut Woltersdorf che la notte tra il sei ed il sette luglio 1941 abbatté un Vickers Wellington ma per i danni subiti dal suo aereo durante il combattimento fu costretto ad ammarare al largo della costa olandese.
L'area dove si trova l'aereo è una riserva naturale marina inserita tra i patrimoni dell'umanità dell'UNESCO, e questo ha favorito la protezione del relitto. L'Aircraft Recovery Group dell'Airwar Museum di Fort Veldhuis ad Heemskerk è interessato al recupero del relitto, che diventerebbe l'unico bombardiere bimotore Dornier al mondo conservato in un museo, attualmente sono stati recuperati i motori DB 601 e parte dell'abitacolo, le autorità olandesi non hanno ancora deciso se concedere l'autorizzazione al recupero dell'aereo.

### Velivoli comparabili
Polonia
- PZL.37 Łoś

 Regno Unito
- Bristol Blenheim

 Unione Sovietica
- Tupolev SB